# Joyeux Merdier
Albums de Bérurier Noir
Concerto pour Détraqués L'empereur Tomato-Ketchup
Joyeux Merdier est un maxi de Bérurier Noir, sorti fin 1985 sur le label indépendant Bondage.

## Genèse
À l’époque de la sortie de ce maxi 45 tours (décembre 1985), il tombe d'importantes chutes de neige sur Paris et la ville est bloquée par une grève des transports publics. Dans ce contexte, le groupe se décide à baptiser ironiquement le disque Joyeux Merdier.
Les titres de Joyeux Merdier seront compilés par la suite sur la version CD de Concerto pour Détraqués.
Dans l’esprit du groupe ce maxi est basé sur la thématique des fêtes de Noël. Ainsi Loran (guitare/chant) explique : « C’est un disque sur Noël façon Béru, ça parle donc du Père Noël (La Mère Noël), de la fête (Vive le Feu), de la bûche de Noël (J’aime pas la soupe)… Et Salut à Toi !, c’est la bonne année ! » 
Le nom donné au disque (faisant référence au traditionnel « Joyeux Noël ») et la pochette (des flocons de neiges en guise de décors et autour des deux clowns apparaissent des branches de sapin auxquelles sont accrochées des boules) participent aussi de cette thématique de Noël.
Sur le titre Vive le feu sont invités deux sonneurs, Éric Gorce et Jean-Pierre Beauvais. De cette collaboration qui mélange punk et musique traditionnelle bretonne naîtra le groupe Les Ramoneurs de menhirs.

## Liste des titres
Face A
1. La Mère Noël
2. J'aime pas la soupe

Face B
1. Vive le feu
2. Salut à toi